# Лазани (округ Пр'євідза)
Лазани (словац. Lazany) — село, громада округу Пр'євідза, Тренчинський край. Кадастрова площа громади — 9.88 км².
Населення 1754 особи (станом на 31 грудня 2022 року).

## Географія
Протікає Порубський потік.

## Історія
Лазани згадуються 1430 року.

## Населення
| Рік:            | 1994. | 2004.    | 2014.   | 2024.   |
| --------------- | ----- | -------- | ------- | ------- |
| Кількість осіб: | 1382  | 1571     | 1654    | 1804    |
| Різниця:        |       | +13,67 % | +5,28 % | +9,06 % |

| Рік:            | 2023. | 2024.   |
| --------------- | ----- | ------- |
| Кількість осіб: | 1785  | 1804    |
| Різниця:        |       | +1,06 % |